# سير غردو (إلينوي)
سير غردو (بالإنجليزية: Cerro Gordo)‏ هي منطقة سكنية تقع في الولايات المتحدة في إلينوي. يقدر عدد سكانها بـ 1,403 نسمة .

## الموقع الجغرافي
الموقع الجغرافي للمناطق المحيطة بهذه النقطة هو كالتالي:

## أعلام
- هاري دبليو. فرانتز